# Шепелев, Пётр Амплиевич
Пётр Амплиевич Шепелев (29 июня 1737 — 8 ноября 1828) — генерал-поручик, участник войны против Барской конфедерации и русско-турецких войн, действительный тайный советник — сенатор Российской Империи, кавалер ордена Святого Георгия IV-го класса.

## Биография
Из рода Шепелевых. Принадлежал к калужскому дворянству.
Сын генерал-поручика Амплия Степановича Шепелева от брака с Прасковьей Андреевной урождённой Матвеевой, родился 29 июня 1737 года. Внук графа Андрея Матвеева, двоюродный брат фельдмаршала П. А. Румянцева.
Унаследовал значительное состояние своего двоюродного деда Дмитрия Андреевича Шепелева.

### Военная служба
Начал службу в лейб-гвардии Измайловском полку, в который был зачислен 1 мая 1754 года капралом. Служил в этом полку до 1764 года и дослужился до чина капитан-поручика.

#### Война против Барской конфедерации
19 апреля 1765 года переведён из гвардии с чином подполковника армейской кавалерии в Санкт-Петербургский карабинерный полк и принимал в его рядах деятельное участие в войне с польскими конфедератами. В этой кампании Шепелев отличился в 1770 году при осаде Ченстоховской крепости: имея под своей командой только 60 карабинеров, он атаковал высланный из крепости кавалерийский отряд из 400 человек, разбил его и преследовал до самого гласиса крепости, не потеряв ни одного человека. Произведенный за этот подвиг 13 декабря 1770 года в полковники, Шепелев 10 мая 1771 года участвовал под начальством генерал-майора Суворова в сражении у Тынецкого монастыря, причём трижды с тремя эскадронами в конном строю брал штурмом неприятельский редут, овладел неприятельской артиллерией, боевыми запасами и взял много пленных. Также под командованием Суворова вёл санкт-петербургских карабинеров и чугуевских казаков в решительную атаку в битве под Лянцкороной.
26 ноября 1772 года он был награждён орденом св. Георгия IV-й степени:
За поражение возмутителей в Польше и за отбитие у них пушек и завладение редутом под Тыкочином.
В 1773—1774 гг. состоял с полком при главной квартире фельдмаршала Румянцева, был командирован в корпус А. И. Бибикова для подавления восстания Пугачёва.

#### Дуэль с князем Голициным
22 сентября 1775 года произведён в сверхкомплектные бригадиры Каргопольского карабинерного полка и — после печально известной дуэли со своим бывшим полковым командиром, князем Голицыным, закончившейся гибелью последнего, — отправлен в годичный отпуск. По официальной версии Голицына заколол отставной секунд-майор Новгородского карабинерного полка Фёдор Лавров, однако в обществе ходили слухи, — по мнению современных исследователей, небезосновательные, — что роковой удар нанес именно Шепелев, скорее всего, при самообороне.

#### Война за Баварское наследство
В 1778 году Шепелев был назначен командиром Рязанского карабинерного полка, присоединённого к войскам генерал-аншефа князя Репнина, которому было поручено составлять вспомогательный корпус для Пруссии, которая в это время вела войну за Баварское наследство.

#### Покорение Крыма
22 сентября 1778 года Шепелев был произведён в генерал-майоры и назначен в Финляндскую дивизию. В 1783 году он был отправлен со своей дивизией в Крым, к войскам князя Потёмкина, которые предназначались для покорения этого края и присоединения его к России.
В 1784 году Шепелев был награждён орденом св. Анны 1-й степени и переведён в Смоленскую дивизию. В 1786 году, произведённый 22 сентября в генерал-поручики, он получил приказание состоять по армии.

#### Русско-турецкая война 1787—1792 гг.
В октябре 1788 года его отозвали к Екатеринославской армии, осаждавшей Очаков, и он заведовал во время осады особой Бугской дивизией, имевшей целью наблюдать за неприятелем на границе по Бугу, причём он долгое время занимал позицию у Ольвиополя.
По окончании этой кампании он с 1789 по 1793 год командовал войсками в Белоруссии, потом со своими войсками вошёл в состав Двинской армии, находившейся под начальством графа Салтыкова, а в 1796 году, под начальством генерал-фельдмаршала князя Репнина, командовал войсками, расположенными в Ковне.
По воцарении императора Павла I, Шепелев приказом от 3 декабря 1796 года (по другим данным — 26 января 1797 года) был назначен шефом Малороссийского кирасирского полка.

### Гражданская служба — сенатор Российской Империи
9 апреля 1797 года произведён в действительные тайные советники и назначен в Правительствующий Сенат, где присутствовал сначала в 5-м, а потом, с 29 июня того же года, в Межевом департаменте.
В 1803 году, уже в царствование императора Александра I, ему были пожалованы алмазные знаки к ордену св. Анны 1-й степени, а Высочайшим указом от 25 января 1808 года было дано в вечное и потомственное владение 4000 десятин земли в Нижегородской губернии.
15 марта 1816 года Шепелев был уволен от службы согласно прошению, причём ему в тот же день был пожалован орден св. Александра Невского.

## Награды
- Орден Святого Георгия 4-й степени (26.11.1772)
- Орден Святой Анны 1-й степени (1784)
- Алмазные знаки к Ордену Святой Анны 1-й ст. (1803)
- Орден Святого Александра Невского (15.03.1816)[7]

## Частная жизнь
С 1783 года Шепелев был женат на племяннице светлейшего князя Потёмкина-Таврического, Надежде Васильевне Измайловой, урождённой Энгельгардт. Супруги имели загородную усадьбу на Петергофской дороге у начала Красносельской дороги. Детей у них не было.
В 1812 году пожертвовал 5 тысяч рублей собственных средств на борьбу с Наполеоном ежегодно — до окончательной победы — внеся, таким образом 15 тысяч рублей.
Умер 8 ноября 1828 года в Санкт-Петербурге 91 года отроду и похоронен на Лазаревском кладбище Александро-Невской лавры. Супруга пережила его на 4 года.